# Pelagia Vogelgesang
Pelagia Vogelgesang z domu Jakubowska (ur. 1894, zm. 1986) – polska nauczycielka, „Sprawiedliwa wśród Narodów Świata”.

## Życiorys
Pelagia Vogelgesang mieszkała wraz z mężem Stanisławem (ur. 1887) w Węgrowie koło Warszawy. Z zawodu była nauczycielką, Stanisław zaś dyrektorem szkoły.
W 1941 w Węgrowie Niemcy utworzyli getto, dokąd przesiedlili okolicznych Żydów. Po roku getto zlikwidowano. Ok. tysiąc Żydów zamordowano w getcie, reszta zginęła w obozie w Treblince. Niewielką grupę Żydów zmuszono do porządkowania terenu getta. Rozstrzelano ich w maju 1943. 1 maja Pelagia znalazła siedzącą na progu jej domu Lusię Farbiarz (ur. 1939), córkę zabitych Szmuela i Fajgi. Pelagia przyjęła ją pod swój dach mimo podejrzeń, jakie wzbudziło to wśród Niemców i sąsiadów (musieli m.in. nauczyć Lusię polskiego). Przez jakiś czas Pelagia Vogelsang pomagała także stryjowi dziewczynki, Chaimowi Farbiarzowi, zostawiając mu żywność. Ukrywała również młynarza Klejmana i jego dziecko. Pelagia była więziona na Pawiaku.
Po zakończeniu wojny Lusię przyszedł odebrać jej stryj Henryk (Enrique) Farbiarz (ur. 1918). Vogelgesangowie niechętnie rozstali się z dziewczynką. Farbiarzowie wyjechali do Argentyny. Lusia, funkcjonująca jako Luisa Popovsky, studiowała na Uniwersytecie w Buenos Aires i założyła rodzinę.
W 1984 Pelagia Vogelgesang została odznaczona medalem Sprawiedliwych wśród Narodów Świata.